# Associazione Nazionale Dopolavoro Ferroviario
L'Associazione Nazionale Dopolavoro Ferroviario (DLF) è un'associazione senza scopo di lucro, tutt'oggi presente, fondata il 25 ottobre 1925 dalle Ferrovie dello Stato e dalle organizzazioni sindacali.
L’Associazione Nazionale DLF, la cui sede centrale è a Roma, è posta in continuità con il già esistente "Ufficio Centrale DLF delle Ferrovie dello Stato", che è stato di conseguenza soppresso.
I soci che costituiscono l’Associazione Nazionale sono le diverse Associazioni Territoriali DLF, le quali, a loro volta, hanno come soci i ferrovieri in servizio e in pensione, i familiari dei ferrovieri e gli esterni alle FS (soci Frequentatori).
Il Dopolavoro Ferroviario ha oggi in dotazione un consistente patrimonio fatto di sedi sociali, di impianti sportivi, di spazi per le attività ricreative, di aree verdi e di strutture alberghiere, patrimonio che si trova oggi iscritto nello stato patrimoniale della Società RFI. Esso è stato costituito nel tempo attraverso risorse delle sedi del Dopolavoro Ferroviario e dei soci, con interventi dei DLF regolamentati dall’art. 45 della legge 668/1977 e con investimenti propri dei DLF nel periodo tra il 1995 e il 2002 ammontanti a 34.338.000,00 euro.

## Storia

### La nascita
Il Dopolavoro Ferroviario venne istituito con il Regio Decreto n° 1908 del 25 ottobre 1925 quale struttura interna delle Ferrovie dello Stato denominata “Ufficio Centrale del Dopolavoro Ferroviario” avente per scopo di “promuovere il sano e proficuo impiego da parte degli agenti ferroviari delle ore libere dal servizio …” (Art. 1).
L’Ufficio Centrale del Dopolavoro Ferroviario provvedeva a riconoscere tutte le strutture locali che già operavano nel settore del tempo libero dei ferrovieri. Il riconoscimento dell’Ufficio Centrale, secondo quanto disposto dall’art. 7 del Regio Decreto, fu “subordinato alla valutazione degli scopi delle istituzioni e alla esibizione dello statuto, dell’elenco degli aderenti, dei bilanci e degli atti giustificativi dell’opera compiuta”.
Queste strutture diventeranno successivamente le Sezioni DLF il cui ordinamento verrà via via regolamentato da leggi, decreti ministeriali e disposizioni aziendali.

### Dal 1935
Nel 1935, a dieci anni dalla sua nascita, il Dopolavoro Ferroviario contava già 273 sedi in tutta Italia e 135 mila soci che, con le loro quote, contribuirono a sostenerne le molteplici attività.
In quegli anni l’attività si esercitava soprattutto nel settore dell’assistenza sociale alle famiglie (es. la Befana per i figli dei dipendenti è ben nota) e nella gestione delle attività tipiche dello sport e della cultura con corsi di formazione professionali, escursioni in Italia e all’estero, biblioteche e centri “radiofonici” e “cinematografici”. Nuclei di dopolavoristi si dedicano all’allevamento di animali da cortile e alla coltivazione dei terreni adiacenti gli impianti ferroviari (circa nove milioni di metri quadrati). Le stazioni ferroviarie venivano abbellite dai soci del DLF che ne curavano le aiuole e l’arredamento.
Nel difficile periodo del dopoguerra, della ricostruzione delle ferrovie e del Paese intero, la voglia di partecipazione e di novità fece fiorire attività che confermarono il Dopolavoro dei ferrovieri come la più importante organizzazione del tempo libero, tanto da non essere assorbito dall’ENAL (Ente Nazionale Assistenza Lavoratori), cosa che avvenne invece per l’Opera Nazionale del Dopolavoro nel 1945; questo è il motivo per cui il DLF esiste ancora. Mantenne il nome e l’autonomia e ottenne, nel 1947, lo specifico riconoscimento del Ministero degli Interni riservato agli enti nazionali con finalità socio-assistenziali.
Aree e fabbricati delle Ferrovie dello Stato vennero assegnati al DLF in via di fatto o con verbale di consegna e la materia sarebbe stata poi oggetto di un’organica regolamentazione con Decreti Ministeriali emanati in applicazione della legge 668 del 27/7/1967.

### La riforma degli statuti dagli anni Settanta
Negli anni che trascorrono dal 1970 al 1990 il Dopolavoro Ferroviario, come struttura interna alle FS, subì grandi trasformazioni: venne concessa una più ampia autonomia alle sezioni DLF con la riforma degli statuti del 1972, che rimase in vigore fino al 1995.
Sono gli anni in cui si realizzò un grande potenziamento del DLF attraverso consistenti investimenti negli impianti sportivi, nelle sedi sociali, nelle struttura turistiche e ricreative.
Si estese quasi ovunque la gestione da parte del DLF delle mense ferroviarie, con importanti investimenti nei fabbricati mensa e nelle strutture. Le mense ferroviarie gestite dal DLF si caratterizzavano per la qualità del servizio e la scelta dei menu, curate direttamente dai rappresentanti dei ferrovieri. Questo servizio rimase gestito dal DLF fino al 2009 quando, in seguito ad una pubblica gara, fu affidato ad un operatore privato del settore.

### La trasformazione in Associazione
Il 10 maggio 1995 le OO.SS. e le FS SpA, in relazione alla riforma dell’Azienda Autonoma delle Ferrovie dello Stato e all’avvenuta trasformazione in SpA, si accordarono per costituire l’Associazione Nazionale DLF, organizzazione che nell’atto notarile fu posta in continuità con il preesistente “Ufficio Centrale DLF”, che venne così soppresso. Sul territorio la trasformazione del DLF in Associazione si era già realizzata con la riforma del 1972. Un apposito Decreto Ministeriale definì, infatti, lo Statuto-tipo delle Sezioni DLF; esso era già di tipo associativo come successivamente stabilito da numerose sentenze giurisprudenziali, compresa la Corte di Cassazione.

### I primi anni 2000
Nel 2000 la Società FS comunicò all’Associazione Nazionale DLF che gli immobili fino a quel momento utilizzati dal DLF (sedi sociali e spazi ricreativi, impianti sportivi e aree verdi) erano diventati oggetto di valorizzazione e non sarebbero più stati concessi al DLF a titolo gratuito, così come era stato nei precedenti 75 anni.
È stato un momento molto difficile e per qualche aspetto anche drammatico per la vita dell'Associazione. Si presentò da subito il problema di come garantire alle Associazioni DLF territoriali la disponibilità dei beni immobili che consentisse di svolgere le loro attività.
Questo infatti rappresentava il principale requisito per l’esistenza e la vita del Dopolavoro Ferroviario: senza sedi sociali e impianti sportivi il DLF era destinato a chiudere.
Di questo problema il DLF è riuscito ad investire lo stesso Parlamento italiano, che si pronunciò il 21 novembre 2001, il 30 luglio 2003 ed il 15 dicembre 2005 con tre distinti documenti.
Questi Ordini del Giorno approvati dal Parlamento consentirono di evitare che i beni immobili, realizzati con risorse degli stessi DLF, dei soci e con risorse dei ferrovieri di cui all’art. 45 della legge 668, fossero “privatizzati” attraverso la vendita a soggetti terzi. In tale contesto, scongiurato il pericolo della alienazione dei beni, l’Associazione Nazionale, di fronte al concreto rischio di dover chiudere il Dopolavoro Ferroviario, prese la decisione di pagare regolari canoni locativi per gli immobili e acquistarne una parte.
A questo fine, dal 2003 e fino al 2018, vennero pagati, per canoni locativi e per acquisti alle Società del Gruppo FS, oltre 90 milioni di euro.
Il Senato della Repubblica, il 21/11/2001, dopo apposita discussione e con il parere favorevole del governo, in occasione della conversione in legge del decreto 351/2001 sulla cartolarizzazione dei beni immobili, approvò il 21/11/2001 il seguente OdG:

“Il Senato, rilevato che tra i beni iscritti nello stato patrimoniale della Rete Ferroviaria Italiana S.p.A. sono compresi gli impianti sportivi, le sedi sociali, gli spazi associativi e ricreativi in possesso del Dopolavoro Ferroviario e che detti beni sono stati realizzati con risorse del Dopolavoro Ferroviario e dei soci lungo i 75 anni di vita del Dopolavoro Ferroviario; considerata l’opportunità di salvaguardare i legittimi interessi patrimoniali e giuridici del Dopolavoro Ferroviario e dei soci maturati in relazione agli investimenti realizzati, impegna il governo: in sede di applicazione della legge di emanazione dei relativi decreti e disposizioni ad adoperarsi per la salvaguardia della peculiarità del Dopolavoro Ferroviario e delle finalità sociali dei beni in concessione nonché ad adoperarsi al fine di favorire la permanenza del Dopolavoro in detti immobili garantendo altresì che gli organismi che dovessero subentrare nella loro proprietà ne garantiscano la possibilità di acquisto in capo al Dopolavoro tenendo conto altresì degli interventi apportati dal Dopolavoro con risorse proprie”.

## Le attività
Il Dopolavoro Ferroviario è un'associazione nata sulla rete ferroviaria italiana, che nel tempo ha sviluppato attività nei settori dello sport, del turismo, della cultura e dei servizi.
A ciascuno di questi quattro settori è stato associato un colore rappresentativo, utilizzato anche nel logo del DLF:
- il giallo per lo sport,
- l'azzurro per il turismo,
- il verde per la cultura e
- il rosso per i servizi.

### Sport
Lo sport rappresenta una componente fondamentale delle attività del Dopolavoro, offrendo occasioni di formazione personale, benessere fisico e socializzazione tra i soci.
Grazie agli investimenti effettuati dalle diverse associazioni DLF sul territorio nazionale, sono stati realizzati numerosi impianti e centri polisportivi. Queste strutture, in alcuni casi di rilevanza nazionale, consentono ai soci di praticare una vasta gamma di discipline sportive in ambienti attrezzati e dedicati.

#### Discipline praticate
Le discipline sportive più diffuse tra i soci del DLF includono:
- Bocce
- Calcio
- Ciclismo
- Pesca
- Sci
- Tennis

Oltre a queste, sono praticate numerose altre attività sportive e ricreative: Aquilonismo, Arti marziali, Atletica leggera, Basket, Biliardo, Bowling, Burraco, Calcetto, Canoa, Arrampicata sportiva, Danza sportiva, Escursionismo, Ginnastica, Golf, Motociclismo, Nautica, Nuoto, Pallavolo, Pattinaggio, Podismo, Rafting, Scacchi, Scherma, Tennis tavolo, Tiro a volo, Tiro con l'arco.

#### Collaborazioni sportive
Il Dopolavoro Ferroviario aderisce all'Union Sportive Internationale des Cheminots (USIC): l'Unione Sportiva Internazionale dei Ferrovieri, del quale è membro fondatore dal 1947. Questa adesione permette allo sport amatoriale praticato dai soci DLF di varcare i confini nazionali, offrendo l'opportunità di partecipare a manifestazioni e competizioni internazionali. Tali eventi favoriscono l'incontro e il confronto con ferrovieri di altre reti europee, promuovendo lo scambio culturale e l'amicizia tra i popoli.

### Turismo
Attraverso proposte turistiche variegate, il DLF promuove lo svago, la socializzazione e lo scambio culturale tra diverse tradizioni.
L'offerta turistica del DLF è ampia e diversificata, includendo: Agriturismi, Alberghi, Bed & Breakfast, Campeggi, Case per ferie, Settimane bianche, Trekking, Turismo culturale, Turismo enogastronomico, Turismo religioso, Turismo termale, Vacanze al mare e in montagna, Viaggi individuali.
Le proposte turistiche sono sviluppate sia attraverso pacchetti convenzionati con le principali agenzie di viaggio, sia mediante iniziative realizzate con mezzi e strutture proprie del DLF. Le agenzie turistiche del DLF, presenti in molte associazioni locali, offrono servizi allineati agli standard dei principali tour operator.
Le gite in treno a vapore su tratte ferroviarie di particolare interesse paesaggistico rappresentano una tradizione consolidata nelle attività turistiche del DLF . Ogni anno vengono organizzate numerose escursioni che consentono ai partecipanti di rivivere l'esperienza dei viaggi ferroviari d'epoca organizzate da associazioni ferroviarie, Fondazione FS Italiane e FS Treni Turistici Italiani.

#### Strutture e Servizi di proprietà
Il DLF dispone di sedi sociali in 170 città italiane, molte delle quali includono impianti sportivi, bar e ristoranti. Attualmente, il DLF gestisce sette strutture alberghiere:
- Albergo Belmare a Marina di Grosseto;
- Casa Alpina Alpin Haus a Selva di Val Gardena;
- Casa Alpina a Dobbiaco;
- Albergo Ristorante Il Parco a Genga;
- Hotel Vetta d’Abruzzo a Roccaraso;
- Orchidea Blu Village a San Menaio, Vico del Gargano;
- Hotel Nuovo Diana a Senigallia.

Le prime sei strutture elencate sono di proprietà della Società Patrimonio DLF Srl, mentre l'Hotel Nuovo Diana è di proprietà della Società DIELLEFFEBO Srl.

### Cultura
La conservazione della memoria comune, la visione del mondo come spazio aperto, la tecnica vissuta come strumento ma non come fine, sono solo alcuni degli aspetti che hanno imposto la cultura come pietra miliare nelle attività del DLF.
Le Associazioni DLF, ben interpretando le diverse esigenze manifestate dai soci, si sono impegnate in questi anni dando vita ad eventi e manifestazioni di rilievo nazionale. Le attività del Dopolavoro Ferroviario, infatti, sono spesso riprese dagli organi di stampa, dalle TV locali o compaiono sui siti web.
Le attività culturali del DLF sono talmente diffuse e radicate nel territorio che, in molti casi, rappresentano il riferimento principale nelle realtà cittadine.
Le iniziative culturali del Dopolavoro Ferroviario prevedono rassegne teatrali, concorsi fotografici, letterari, pittura estemporanea, rassegne di Cori e Bande musicali, mostre di filatelia, di numismatica e mostre di modellismo.

#### Gruppi culturali
Le categorie culturali più numerose sono quelle formate dagli appassionati di: Archeologia, Fermodellismo, Fotografia, Pittura, Poesia, Teatro, Astronomia, Bonsai, Canto corale, Esperanto, Filatelia, Giardinaggio, Informatica, Letteratura, Micologia, Mineralogia, Musica, Numismatica, Radioamatori, Ricamo, Scultura.

### Servizi
Il Dopolavoro Ferroviario (DLF) offre ai propri soci spazi e opportunità mettendo a disposizione strumenti per lo sviluppo di iniziative e progetti. 
L'associazione gestisce numerosi servizi caratterizzati da solidarietà, che spaziano in molteplici settori: assistenza legale, fiscale e previdenziale; supporto per ottenere concessioni di viaggio per pensionati delle FS; assistenza per persone con disabilità e per la salute; borse di studio; centri estivi; convenzioni d'acquisto; iniziative per donatori di sangue e doni della Befana; finanziamenti; libri scolastici. L’approccio è moderno e al passo con le nuove tecnologie per rispondere alle necessità sia dei giovani che degli anziani.
La solidarietà è un elemento centrale e vitale per il DLF fin dalle origini. Vengono organizzate iniziative per stare vicino a persone in difficoltà, come eventi natalizi per accogliere i meno fortunati o progetti per l'istruzione di bambini in altri Paesi, arrivando alla costruzione di strutture medico-sanitarie e scolastiche. Il DLF promuove anche raccolte fondi per calamità naturali o sostegno alla ricerca scientifica e ad associazioni assistenziali. A volte gli eventi solidali uniscono danza, musica, cibo e cultura per creare relazioni con gli altri. 
Inoltre, il DLF promuove educazione per uno sviluppo sostenibile, pace, interculturalità e antirazzismo. Svolge formazione a tutti i livelli e si occupa di progettazione e realizzazione di programmi di cooperazione internazionale.

## Progetti

### Scuola Ferrovia

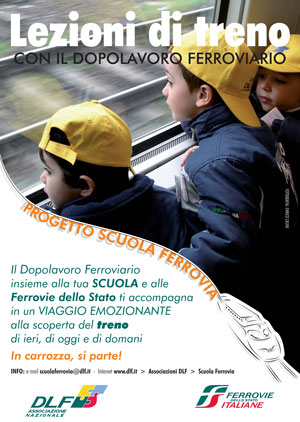
https://magazine.dlf.it/scuola-ferrovia/progetto-scuola-ferrovia.html Locandina promozionale

Il progetto "Scuola Ferrovia" è un'iniziativa educativa promossa dal 2001 dal Dopolavoro Ferroviario (DLF) con l'obiettivo di diffondere presso gli studenti la conoscenza del ruolo chiave che il trasporto ferroviario riveste per la società moderna. 
Il progetto prevede interventi nelle scuole da parte di esperti qualificati per approfondire i vari aspetti legati alla ferrovia: storia, tecnologia, sicurezza, sostenibilità ambientale ed economica. Inoltre vengono organizzate visite guidate presso impianti e stazioni ferroviarie, per mostrare agli studenti da vicino il funzionamento e le caratteristiche delle  infrastrutture ferroviarie.
Le attività sono coordinate dalle sezioni territoriali del DLF a cui gli istituti scolastici possono rivolgersi per aderire al progetto. Viene inoltre messa a disposizione degli insegnanti la pubblicazione "Ferrovie italiane dal 1839" che ripercorre l'evoluzione della ferrovia in Italia fino all'alta velocità, come strumento di studio e approfondimento.
L'iniziativa mira a far riscoprire ai giovani il treno come mezzo di trasporto efficiente e sostenibile, in grado di soddisfare in modo competitivo le esigenze di mobilità delle persone e delle merci, con benefici per l'intera collettività.

### Stop al Vandalismo

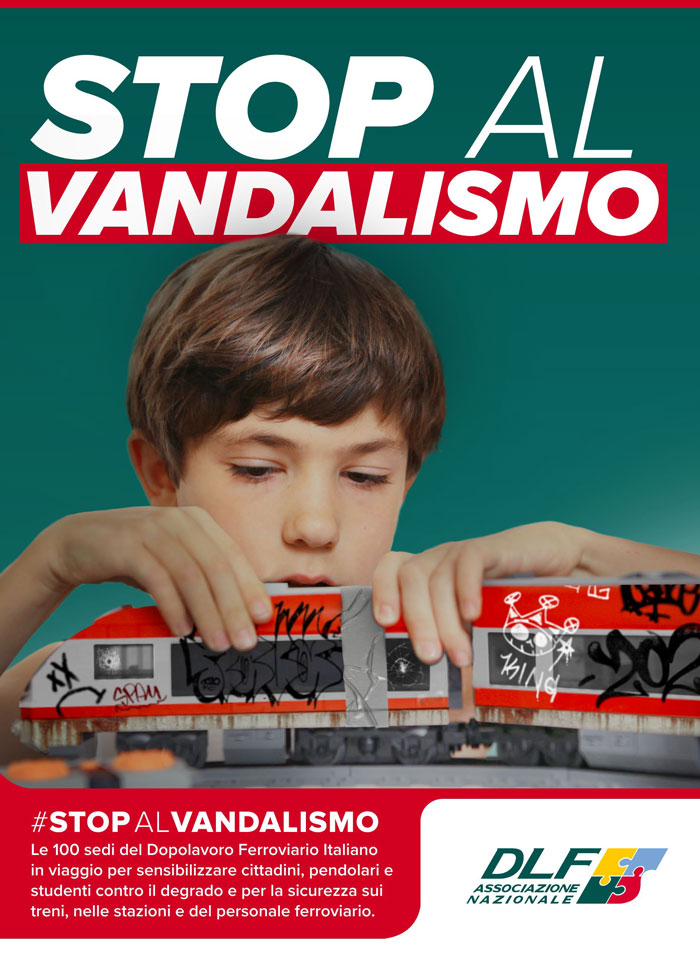
https://magazine.dlf.it/progetti/stop-al-vandalismo.html Locandina promozionale

Stop al Vandalismo è un progetto presentato il 15 dicembre 2022 presso il Teatro delle Muse di Roma, in occasione dell'Assemblea Generale del Dopolavoro Ferroviario. L'iniziativa mira a contrastare il fenomeno del vandalismo e dei danneggiamenti nel trasporto ferroviario, promuovendo il senso civico e la sicurezza partecipata. 
Il progetto intende coinvolgere tre categorie di destinatari con azioni mirate: i potenziali autori di  atti vandalici, gli utenti del servizio ferroviario e gli studenti. Per i primi sono previsti messaggi che richiamino ai rischi legali di certi comportamenti; per i viaggiatori una campagna informativa sui danni provocati dal degrado al servizio pubblico e sulla possibilità di segnalare episodi di inciviltà; per gli studenti materiali divulgativi e video per le scuole, nel quadro delle attività di educazione ferroviaria già promosse dal DLF che in 20 anni ha raggiunto 350.000 ragazzi.
L'iniziativa punta inoltre ad istituire una Giornata nazionale dal nome "Stop al Vandalismo", per sensibilizzare l'opinione pubblica attraverso il coinvolgimento di aziende di trasporto, istituzioni, lavoratori, organizzazioni sindacali e volontariato. La giornata dovrebbe costituire il momento culminante di un percorso volto a mobilitare la società civile contro un problema spesso affrontato solo dagli operatori del settore.

### Treni di parole
"Treni di Parole" è un'iniziativa culturale nata nel 2024 con l'obiettivo di valorizzare la produzione letteraria dei ferrovieri, siano essi in servizio o in pensione, che hanno pubblicato almeno un libro. L'evento, patrocinato dal Dopolavoro Ferroviario, intende promuovere presso il grande pubblico le opere di questi autori, ad oggi poco note al di fuori della cerchia ferroviaria, e incoraggiare chi coltiva la passione della scrittura a concretizzare il sogno di vedere pubblicato un proprio libro.
La prima edizione della manifestazione si è tenuta a Salerno nel fine settimana del 22 e 23 giugno 2024, presso i locali messi a disposizione dalla sezione territoriale del Dopolavoro Ferroviario. Data la notevole adesione riscontrata di numerosi ferrovieri-scrittori, l'evento nel salernitano ha rappresentato la prima tappa di un festival itinerante destinato ad assumere dimensione nazionale nelle successive edizioni.

## Welfare
Il progetto "Welfare DLF" affianca e integra il welfare aziendale per i soci ferrovieri. In particolare, è previsto un sostegno economico per eventi importanti della vita familiare quali la nascita di figli, la loro formazione scolastica e culturale, la presenza di disabilità.
Inoltre il DLF mette a disposizione un portale web dove i soci possono accedere a sconti e promozioni per acquisti di uso comune, con la possibilità di risparmiare grazie alle convenzioni attivate dall'associazione.
 nazionale.dlf.it,  https://nazionale.dlf.it/.